# 曲率
在数学中，曲率即“弯曲度”，是描述几何体弯曲程度的量；直观地说，曲率是曲线偏离直线的量（程度），或是曲面偏离平面的量（程度）。
在不同的几何学领域中，曲率的具体定义不完全相同。曲率可分为外在曲率和内蕴曲率，二者有重要的区别。前者的定义需要把几何体嵌入到欧氏空间中，后者则是直接定义在黎曼流形上。
曲线的曲率通常是标量，但也可以定义曲率向量。对于更复杂的对象，曲率要用更复杂的线性代数来描述，例如一般的黎曼曲率张量。

## 平面曲线的曲率
曲率有多种等价的定义

曲线 C 在 P 点的密切圆和曲率半径

- 圆上每一点处的弯曲程度都相同，半径越小弯曲得越厉害，所以可以用半径的倒数来定量描述圆的弯曲程度。直线可以看作半径无限大的圆，所以直线的曲率为0。对于任意形状的曲线，每一点处的弯曲程度一般是不同的。对曲线{\displaystyle C}上任一点{\displaystyle P}，在其附近再找{\displaystyle C}上的两个点{\displaystyle P_{1},P_{2}}，这三点总能确定一个圆（三点共线时确定一条直线，但可以把直线看作半径无限大的广义的圆）。当{\displaystyle P_{1},P_{2}}无限接近于点{\displaystyle P}时，相应的圆也有一个极限，这个极限圆就是在点{\displaystyle P}处最接近曲线{\displaystyle C}的圆，称为密切圆。密切圆的曲率就是曲线{\displaystyle C}在点{\displaystyle P}处的曲率。
- 柯西这样定义密切圆和曲率：对曲线{\displaystyle C}上任一点{\displaystyle P}，在其附近再找{\displaystyle C}上的两个点{\displaystyle P_{1},P_{2}}，分别过{\displaystyle P_{1},P_{2}}作出曲线{\displaystyle C}的法线，两条法线会有一个交点。当{\displaystyle P_{1},P_{2}}无限接近于点{\displaystyle P}时，相应的交点有一个极限，以这个极限点为圆心，过点{\displaystyle P}作圆，就是曲线{\displaystyle C}在点{\displaystyle P}处的密切圆，密切圆的半径的倒数就是曲率。
- 当曲线上一点沿着曲线以单位速率运动时，过这一点处的切线的方向在转动。曲线弯曲程度越高，切线旋转得越快。设曲线{\displaystyle C}的参数方程为{\displaystyle {\boldsymbol {r}}={\boldsymbol {r}}(s)}，其中s是弧长参数。则{\displaystyle {\boldsymbol {\alpha }}(s)={\dot {\boldsymbol {r}}}(s)}是单位切向量。设切向量{\displaystyle {\boldsymbol {\alpha }}(s)}与{\displaystyle {\boldsymbol {\alpha }}(s+\Delta s)}的夹角为{\displaystyle \Delta \theta }，则曲率{\displaystyle \kappa =|{\dot {\boldsymbol {\alpha }}}(s)|=\lim _{\Delta s\to 0}{\left|{\frac {\Delta \theta }{\Delta s}}\right|}.}

### 局部表达式
对于一个以参数化形式给出的平面曲线
由此可知，反函数的曲率与原函数相同（具有对称性）。{\displaystyle c(t)=(x(t),y(t))\,}，其曲率为
{\displaystyle \kappa ={\frac {|x'(t)y''(t)-x''(t)y'(t)|}{(x'^{2}(t)+y'^{2}(t))^{3/2}}}.}

### 函数图像的曲率
若曲線 {\displaystyle y=f(x)\,}，其曲率為
{\displaystyle \kappa ={\frac {|f''(x)|}{(1+f'^{2}(x))^{3/2}}}.}
对于极坐标方程给出的曲线 {\displaystyle r=r(\theta )}，其曲率为
{\displaystyle \kappa (\theta )={\frac {|r^{2}+2r'^{2}-rr''|}{(r^{2}+r'^{2})^{3/2}}}.}

### 隐式方程曲线
对于隐式给出的平面曲线 {\displaystyle F(x,y)=0\,}，其曲率为
{\displaystyle \kappa ={\frac {1}{(F_{x}^{2}+F_{y}^{2})^{3/2}}}{\begin{vmatrix}F_{xx}&F_{xy}&F_{x}\\F_{yx}&F_{yy}&F_{y}\\F_{x}&F_{y}&0\end{vmatrix}}={\frac {-F_{y}^{2}F_{xx}+2F_{x}F_{y}F_{xy}-F_{x}^{2}F_{yy}}{(F_{x}^{2}+F_{y}^{2})^{3/2}}}.}
最后的公式也给出了在欧几里得空间中的超曲面的平均曲率（可以差一个常数）。

### 範例
考虑抛物线 {\displaystyle x^{2}=2py}。代入公式直接计算
{\displaystyle \kappa (x)={\frac {p^{2}}{(p^{2}+x^{2})^{3/2}}}.}
在原点处取得最大曲率，相应的曲率半径就等于准焦距 {\displaystyle p}。
频率比为 {\displaystyle 3:2} 的利萨如曲线 {\displaystyle \gamma (t)=(\cos {3t},\sin {2t})}，其曲率为
{\displaystyle k(t)={\frac {6\cos {t}(8\cos ^{4}{t}-10\cos ^{2}{t}+5)}{(232\cos ^{4}{t}-97\cos ^{2}{t}+13-144\cos ^{6}{t})^{3/2}}}.}

## 空间曲线的曲率

### 局部表达式
对于一个以参数化形式给出的空间曲线{\displaystyle {\boldsymbol {r}}(t)=(x(t),y(t),z(t))\,}其曲率为
{\displaystyle \kappa ={\frac {|{\boldsymbol {r}}'\times {\boldsymbol {r}}''|}{|{\boldsymbol {r}}'|^{3}}}={\frac {\sqrt {(z''y'-y''z')^{2}+(x''z'-z''x')^{2}+(y''x'-x''y')^{2}}}{(x'^{2}+y'^{2}+z'^{2})^{3/2}}}}
{\displaystyle \kappa ={\frac {\sqrt {\det {({\boldsymbol {r}}',{\boldsymbol {r}}'')^{T}({\boldsymbol {r}}',{\boldsymbol {r}}'')}}}{|{\boldsymbol {r}}'|^{3}}}={\frac {\sqrt {|{\boldsymbol {r}}'|^{2}|{\boldsymbol {r}}''|^{2}-({\boldsymbol {r}}'\cdot {\boldsymbol {r}}'')^{2}}}{|{\boldsymbol {r}}'|^{3}}}}

### 用弧长和弦长计算曲率
给定曲线{\displaystyle C}上的两点{\displaystyle P,Q}{\displaystyle P,Q}两点之间的弧长为{\displaystyle s}，弦长为{\displaystyle d}。则曲线{\displaystyle C}在点{\displaystyle P}处的曲率
{\displaystyle \kappa =\lim _{Q\to P}{\sqrt {\frac {24(s-d)}{s^{3}}}}}
分子中的{\displaystyle s^{3}}也可以替换为{\displaystyle d^{3}}。这个公式对任意维空间中的曲线都成立。

## 曲面上曲线的曲率
当曲线位于三维空间中的二维曲面上时，可以定义法曲率、测地曲率和测地挠率。设曲面上的曲线在某一点处的切向量为{\displaystyle {\boldsymbol {\tau }}}，曲面在这一点处的法向量为{\displaystyle {\boldsymbol {n}}}。则曲线的法曲率就是曲线在{\displaystyle {\boldsymbol {\tau }}}和{\displaystyle {\boldsymbol {n}}}张成的平面上的投影曲线的曲率；测地曲率就是曲线在曲面的切平面上的投影的曲率。

## 三维空间中的曲面曲率
对于嵌入在欧几里得空间{\displaystyle {\textbf {R}}^{3}}中的二维曲面，有两种曲率存在：高斯曲率和平均曲率。为计算在曲面给定点的曲率，考虑曲面和由在该点的法向量和某一切向量所确定的平面的交集。这个交集是一个平面曲线，所以有一个曲率；如果选择其它切向量，这个曲率会改变，并且有两个极值-最大和最小曲率，称为主曲率{\displaystyle k_{1}}和{\displaystyle k_{2}}，极值方向称为主方向。这里我们采用在曲线向和曲面选定法向的相同方向绕转的时候把曲率置为正数，否则为负的约定。

### 高斯曲率
曲线没有内蕴的曲率，只有外在的曲率（即只有把曲线嵌入到具体的空间中才能定义曲率）。相比之下，曲面可以有不依赖于嵌入的内蕴曲率。高斯曲率，以高斯命名，等于主曲率的乘积{\displaystyle k_{1}k_{2}}。它的量纲为长度−2，对于球面、椭球、双叶双曲面的一叶、椭圆抛物面为正，对于伪球面、 单叶双曲面、双曲抛物面为负，对平面、圆柱面为0。它决定了曲面是局部凸（正的时候）还是局部鞍形（负的时候）。
上面给出的高斯曲率的定义是外在的，因为它用了曲面在{\displaystyle {\textbf {R}}^{3}}中的嵌入，法向量，外部平面等等。但是高斯曲率实际上是曲面的内在属性，也就是它不依赖于曲面的特定嵌入；直观的讲，这意味着活在曲面上的蚂蚁可以确定高斯曲率。例如，生活在球面上的蚂蚁能够测量三角形的内角和，发现它大于180度，表明这个曲面是正曲率的。而生活在圆柱面上的蚂蚁则不会发现对欧氏几何的任何背离。
形式地说，高斯曲率只依赖于曲面的黎曼度量。这就是高斯著名的絕妙定理，在他研究地理测绘和地图制作时发现。
高斯曲率在一点{\displaystyle P}的内在定义的一种：想象把一只蚂蚁绑在一条长为{\displaystyle r}的短线一端，线的另一端绑在{\displaystyle P}。这只蚂蚁在线拉直的时候绕{\displaystyle P}点跑并测量绕{\displaystyle P}点的一圈的周长{\displaystyle C(r)}。如果曲面是平的，则有{\displaystyle C(r)=2\pi r}。在弯曲的曲面上，{\displaystyle C(r)}的公式不同，{\displaystyle P}点的高斯曲率{\displaystyle K}可以这样计算：
{\displaystyle K=\lim _{r\to 0^{+}}{(2\pi r-C(r))\cdot {\frac {3}{\pi r^{3}}}}.}
高斯曲率在整个曲面上的积分和曲面的欧拉示性数有密切关联；参见高斯-博内定理。

### 平均曲率
平均曲率等于主曲率的算术平均数{\displaystyle {\frac {k_{1}+k_{2}}{2}}}。量纲为长度−1。平均曲率和曲面面积的第一变分密切相关。特别的，像肥皂膜这样的极小曲面平均曲率为0，而肥皂泡平均曲率为常数。不像高斯曲率，平均曲率依赖于嵌入，例如，圆柱和平面是局部等距的，但是平面的平均曲率为0，而圆柱的非零。

### 第二基本形式
曲面的外在曲率与内在曲率可以在第二基本形式中结合起来。用符号来表示
{\displaystyle \mathrm {II} ({\boldsymbol {x}},{\boldsymbol {x}})={\boldsymbol {n}}\cdot \nabla _{\boldsymbol {x}}{\boldsymbol {x}}}
其中{\displaystyle {\boldsymbol {n}}}是曲面的单位法向量。对单位切向量{\displaystyle {\boldsymbol {x}}}，第二基本形式分别在主方向{\displaystyle {\boldsymbol {u}}_{1},{\boldsymbol {u}}_{2}}处取得最大值{\displaystyle k_{1}}与最小值{\displaystyle k_{2}}。因此第二基本形式也可表示为
{\displaystyle \mathrm {II} =k_{1}({\boldsymbol {x}}\cdot {\boldsymbol {u}}_{1})^{2}+k_{2}({\boldsymbol {x}}\cdot {\boldsymbol {u}}_{2})^{2}}

### 形状算子
形状算子是与曲率相关的一个概念，是切空间到自身的线性算子。主曲率是形状算子的特征值，事实上形状算子与第二基本形式关于切平面的一对正交基的矩阵表示相同。于是高斯曲率等于形状算子的行列式，而平均曲率等于形状算子的迹的一半。

## 空间的曲率
上文提到曲线没有内蕴曲率，而曲面则可以。更一般地，三维以上的空间都可以有内蕴曲率。曲率的内蕴定义与非欧几何紧密相关，许多数学家与科学家怀疑实际的物理空间可能也是弯曲的。在描述引力和宇宙学的广义相对论中，这个想法推广为“时空的弯曲”；在相对论中时空是伪黎曼流形。
尽管任意弯曲的空间的描述是很复杂的，局部各向同性和齐性的空间可以只用高斯曲率来描述，就像曲面那样；从数学上来说这些是很强的条件，但从物理上来说是合理的假设。正曲率对应曲率半径的倒数平方，例如球面或超球面。双曲几何是负曲率的弯曲空间的例子。零曲率的空间或时空称为平坦的。例如，欧氏空间是平坦的空间，而闵可夫斯基空间是平坦的时空。可以给环面和圆柱面赋予平坦的度量，但它们的拓扑是不同的。